# Pintures de Klimt al sostre de l'Aula Magna de la Universitat de Viena
Les pintures del sostre de l'Aula Magna de la Universitat de Viena fetes per Klimt, també conegudes com les Pintures de la Facultat, són una sèrie de pintures al·legòriques que va fer Gustav Klimt per al sostre de la Universitat de Viena entre els anys 1900 i 1907. El 1894 Klimt va rebre l'encàrrec de pintar el sostre. En presentar les pintures, Filosofia, Medicina i Jurisprudència, aquestes foren considerades "pornografia" i "pervertides en excés". Cap de les pintures es van mostrar en la universitat. Al maig del 1945 aquestes tres pintures, les van destruir les forces SS en retirada.

## Filosofia

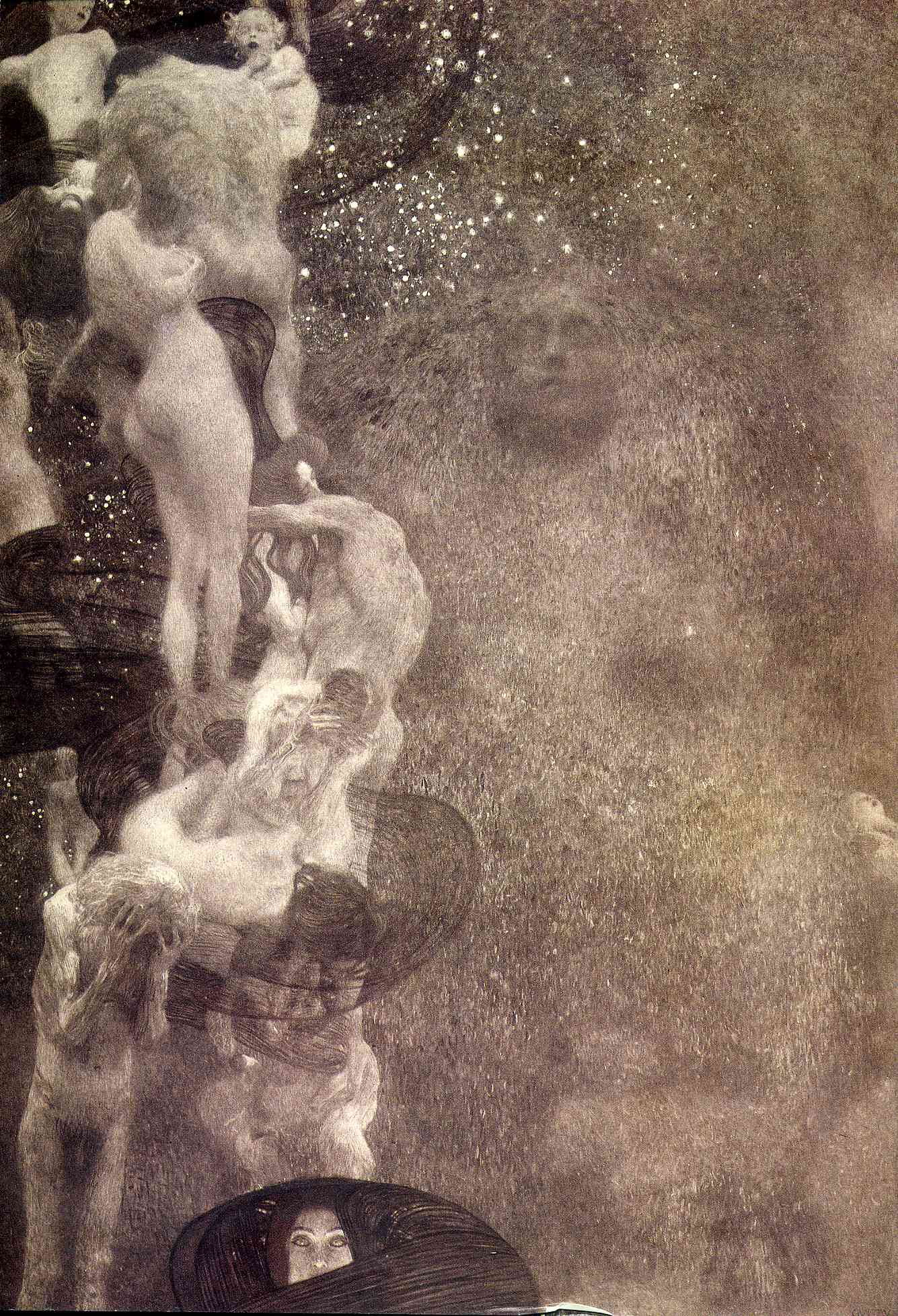
Filosofia, 1899–1907. Tauler de sostre per al Gran Saló de la Universitat de Viena. Destruït pel foc en Schloss Immendorf el 1945

Filosofia fou el primer dels tres quadres presentats al Govern austríac en la setena exposició de la Secessió de Viena, al març del 1900. Se li atorgà una medalla d'or en l'Exposició Universal a París, però fou atacat en el seu propi país. Klimt descrigué la pintura així: "A l'esquerra un grup de figures, el principi de vida, fruïció, decadència. A la dreta, el globus com a misteri. Emergint a baix, una figura de llum: coneixement."
Els crítics se sentiren trasbalsats per la representació d'hòmens i dones que van a la deriva en un destret sense rumb. La proposta primigènia per al tema de la pintura era "La victòria de la llum sobre la foscor", però el que Klimt presentà era una somiada massa humana, sense al·ludir pas ni a l'optimisme ni al racionalisme, sinó a un "buit viscós".

## Medicina

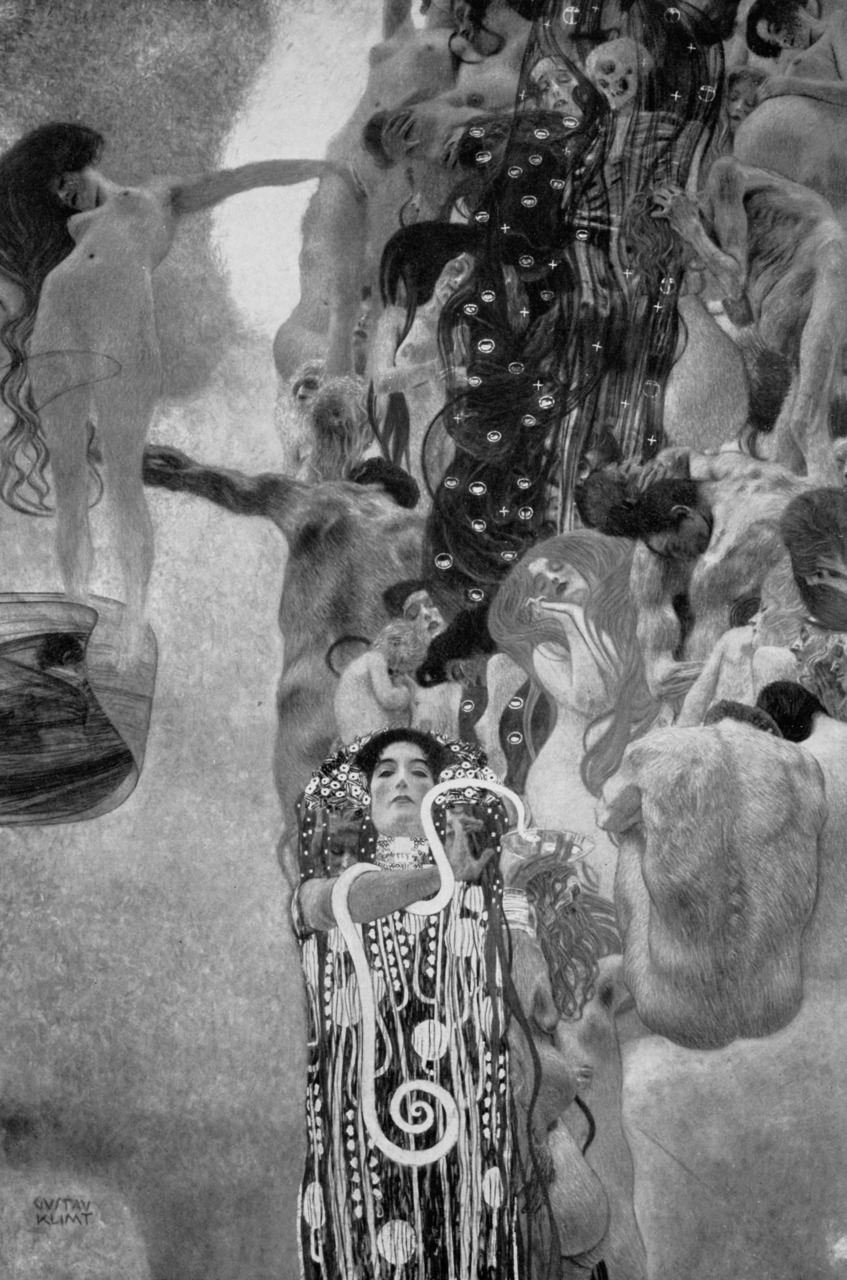
Medicina, 1899–1907

La Medicina en fou la segona pintura, presentada al març del 1901 en la 10a Exposició de la Secessió. Mostra de nou una columna de figures nues, ara al costat dret de la pintura, que representen el riu de la vida. A l'altre costat hi ha una dona jove nua que sura en l'espai, amb un nadó als peus, que representa la vida. Un esquelet simbolitza la mort dins el riu de la vida. L'enllaç entre la dona i el riu de cossos són dos braços, el de la dona i el d'un home vist per darrere. A la part de baix es veu a Higiea (filla del déu grec de la medicina Asclepi) amb una serp al voltant del braç (que recorda el bastó d'Esculapi) i la tassa de Leteu a la mà (la seua aigua, provinent d'un dels cinc rius de l'Hades, provocava l'oblit a qui la bevia), vessant-la cap a la humanitat. Gustav Klimt hi duia cap a una unitat ambigua de vida i mort, sense res que celebràs la funció de la medicina o ciència de la curació. En l'exhibició de la pintura del 1901, la van atacar els crítics que preferien ressaltar que Viena dirigia la recerca mèdica amb figures com Theodor Billroth (1829–1894), Frantisek Chvostek (1835–1884), i Ludwig Türck (1810–1868). Un article del Medizinische Wochenschrift denunciava que el pintor ignorava els dos èxits principals de la medicina, la prevenció i la cura.

## Jurisprudència

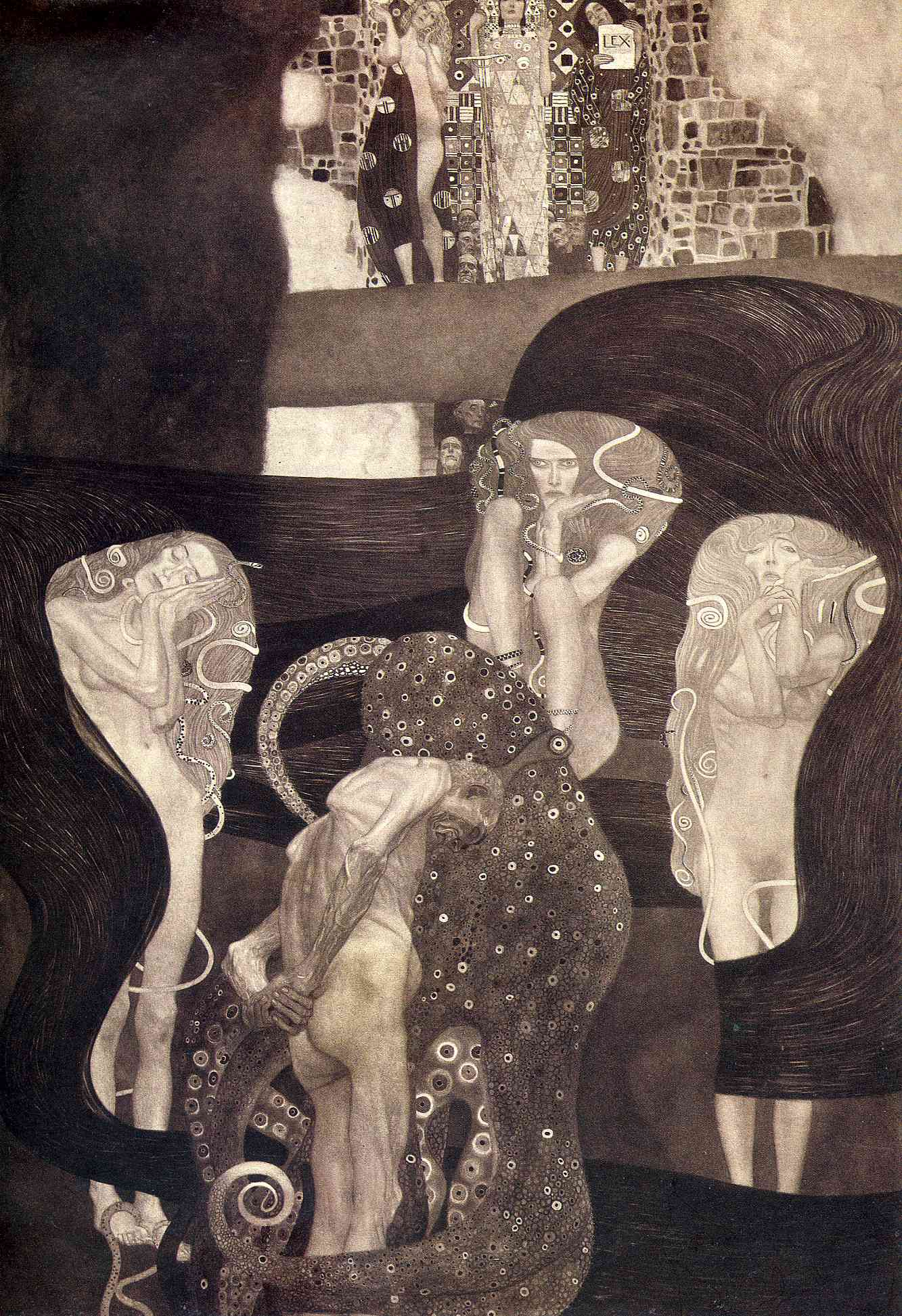
Jurisprudència, 1899–1907

Jurisprudència també estava carregada d'ansietat i nus sense idealitzar: un home condemnat és representat envoltat per tres dones furioses i un monstre marí, mentre que al fons, les tres dees Veritat, Justícia i Llei, l'observen. Són mostrades com les Eumènides, que castiguen l'home condemnat amb l'abraçada mortífera d'un polp. No és estrany que el conflicte en Jurisprudència s'haja vist com "psicosexual".

## Reacció
Les pintures de la Facultat foren feroçment atacades pels crítics quan s'hi van presentar, perquè cada pintura trencava diferents tabús culturals, i contradeien la tendència a sublimar la realitat i presentar-ne només els aspectes més favorables. Les pintures també foren considerades "obscenes", la qual cosa sovint Klimt hagué d'afrontar per les seues obres. Vuitanta-set membres de la facultat protestaren contra el mural, i el 1901 un fiscal es va prendre l'afer personalment i fins i tot arribà a presentar-lo al Parlament d'Àustria, i fou la primera vegada en què un debat cultural s'hi tractaria, però al final cap acció hi fou presa. Només el ministre d'Educació va defensar a Klimt, i quan Klimt fou elegit per a ser professor en l'Acadèmia de Belles Arts el 1901, el govern va rebutjar ratificar-ne l'elecció. Mai se li va oferir un altre treball d'ensenyament. Aquesta també seria la darrera vegada que Klimt acceptaria encàrrecs de l'estat, remarcant: "he tingut prou de censura... Refuse qualsevol suport estatal, no vull res d'ell."
Una pintura posterior titulada Goldfish (als meus crítics) (1901–1902), en què mostra una dona somrient que ensenya el cul a l'espectador, era una resposta òbvia a tots els que l'havien atacat titllant de "pornografia" i "excés pervertit" les seues pintures universitàries.
El 1903, Hermann Bahr, un escriptor i seguidor de Klimt, en resposta a les dures crítiques a les pintures de la facultat, replegà els articles que l'atacaven, i publicà el llibre Gegen Klimt (Contra Klimt), en què exposava l'absurd de les acusacions dels crítics.

## Destrucció
Les pintures foren sol·licitades per a l'Exposició Universal de Sant Lluís, de Missouri, el 1904, però el ministeri les va denegar, amb por de la reacció que podrien causar. Klimt llavors va dimitir del seu contracte, desitjant quedar-se la seua obra, però el ministeri va insistir que eren ja propietat de l'estat. Només quan Klimt amenaçà al personal de confiscació amb una escopeta, pogué quedar-se-les. Klimt pagà l'avançament de 30.000 corones amb el suport d'August Lederer, un dels seus més importants clients, que va rebre a canvi Filosofia. El 1911 Medicina i Jurisprudència les va comprar l'artista i amic de Klimt, Coloman Moser. Medicina arribà a la possessió d'una família jueva, i el 1938 la pintura fou confiscada per Alemanya. El 1943, després d'una exposició final, foren traslladades a Schloss Immendorf, un castell al sud d'Àustria, per a protegir-les. Al maig del 1945 les tres pintures foren destruïdes durant la reculada de les forces SS alemanyes, que van calar foc al castell per a impedir que caigués en mans de l'enemic. Les restes conservades en són alguns esbossos i unes poques fotografies en blanc i negre. De Medicina només resta una fotografia, presa just abans que fos destruïda.

## Reconstrucció de les obres
A la fi del 2021, una col·laboració entre Google i el Museu Leopold de Viena restaurà amb tècniques d'aprenentatge profund el possible color que compondrien les diferents obres, i n'obtingué resultats satisfactoris que foren en acabant polits amb intervenció humana.

## Galeria

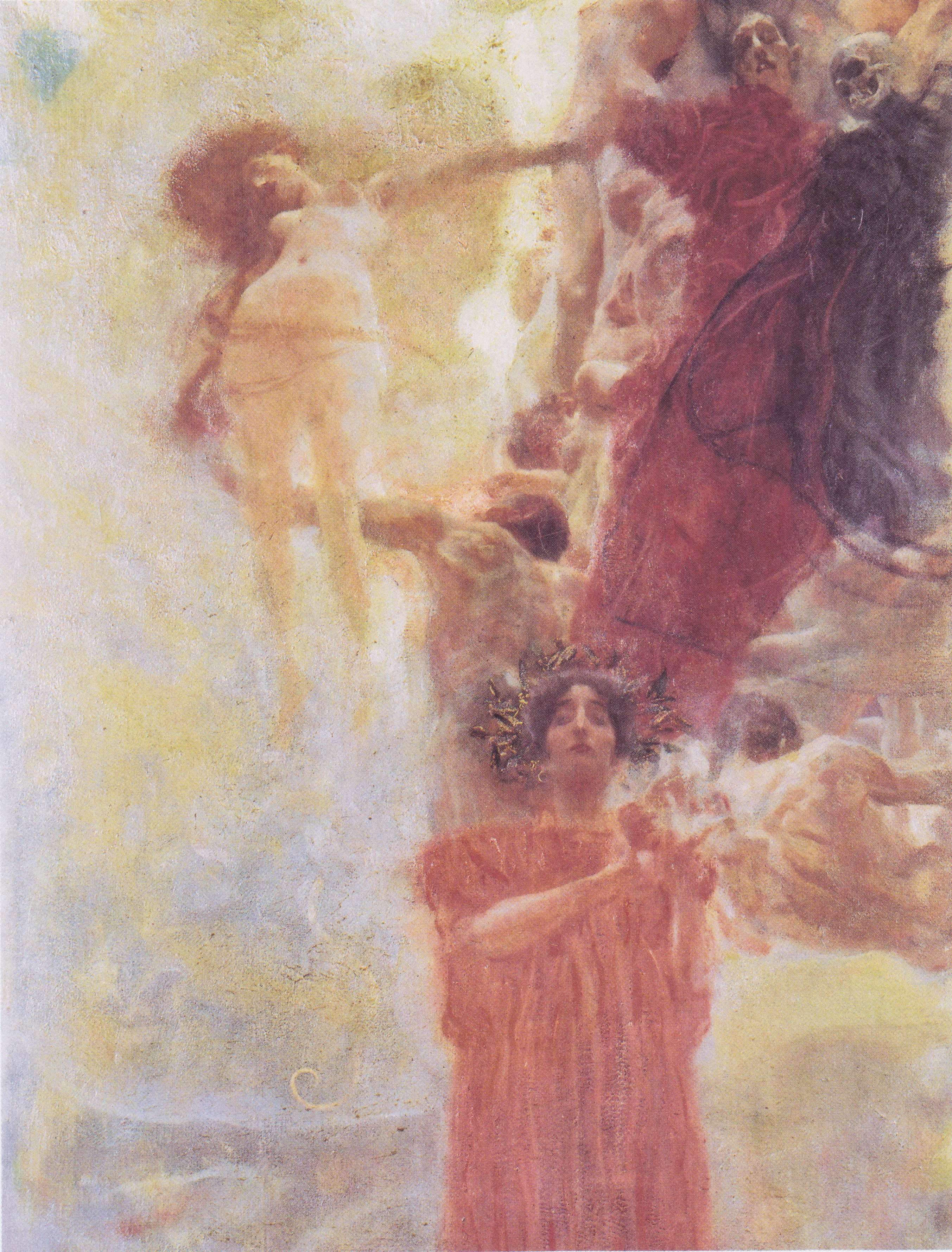
Composició per a Medicina
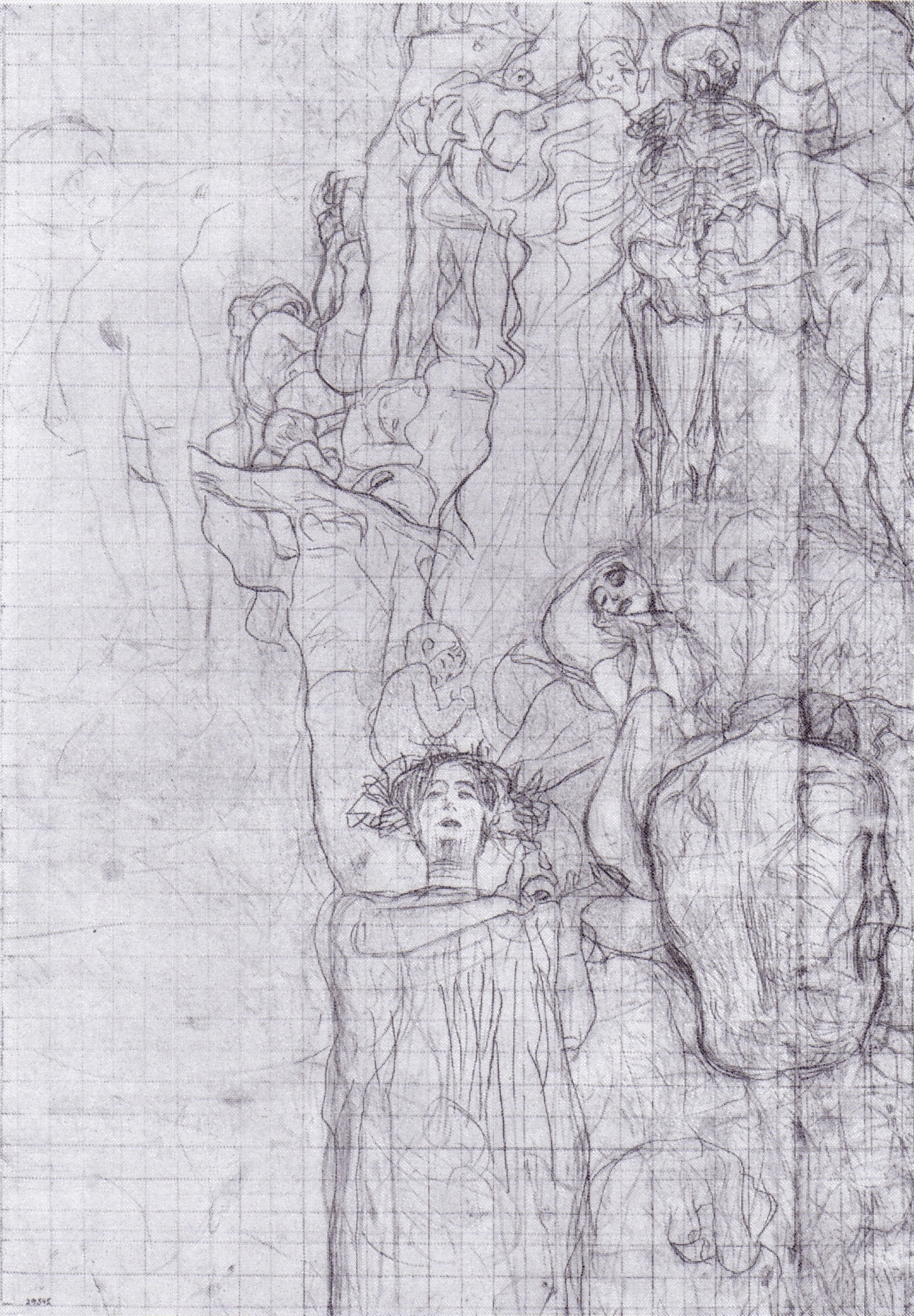
Estudi per a Medicina
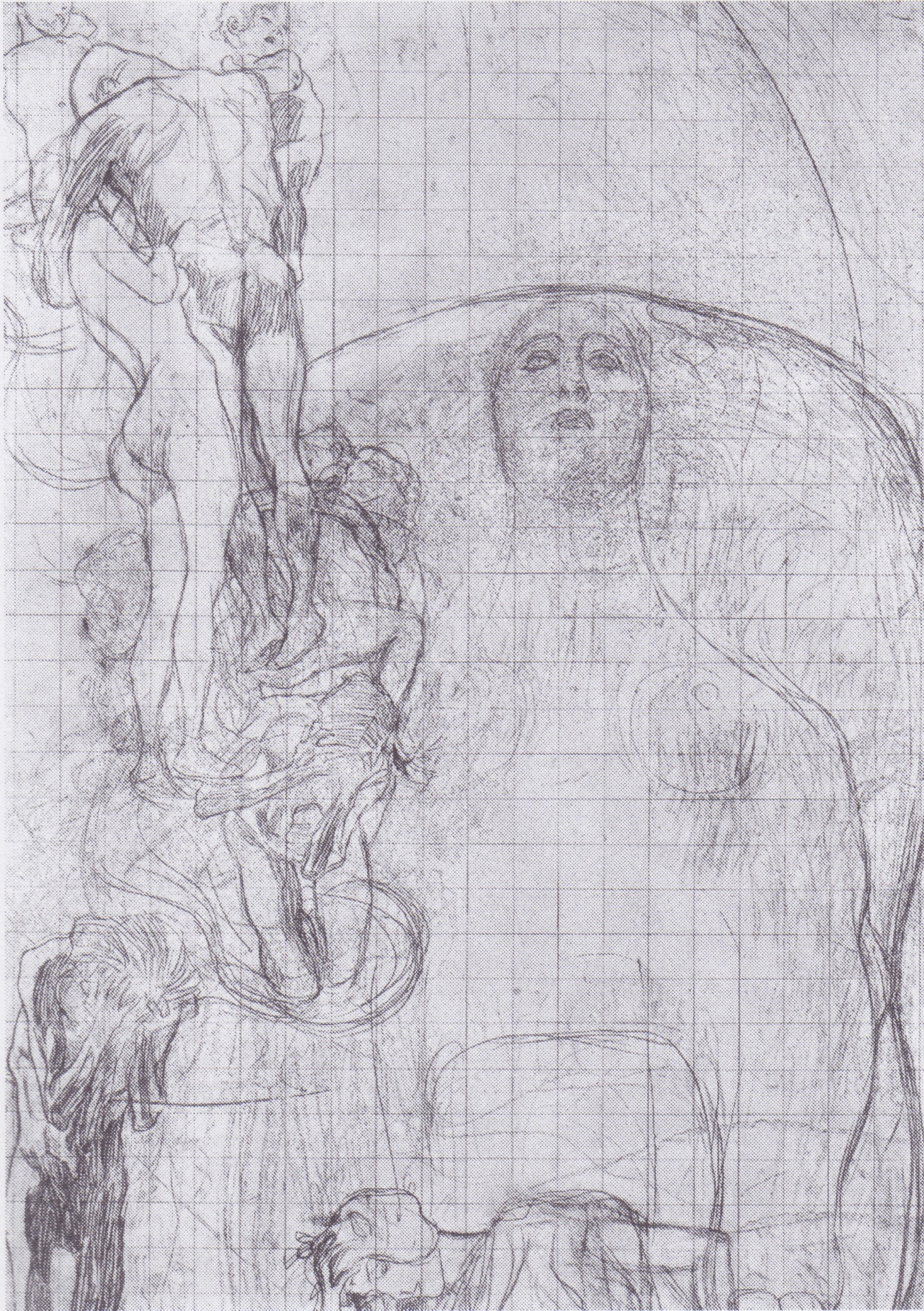
Estudi per a Filosofia
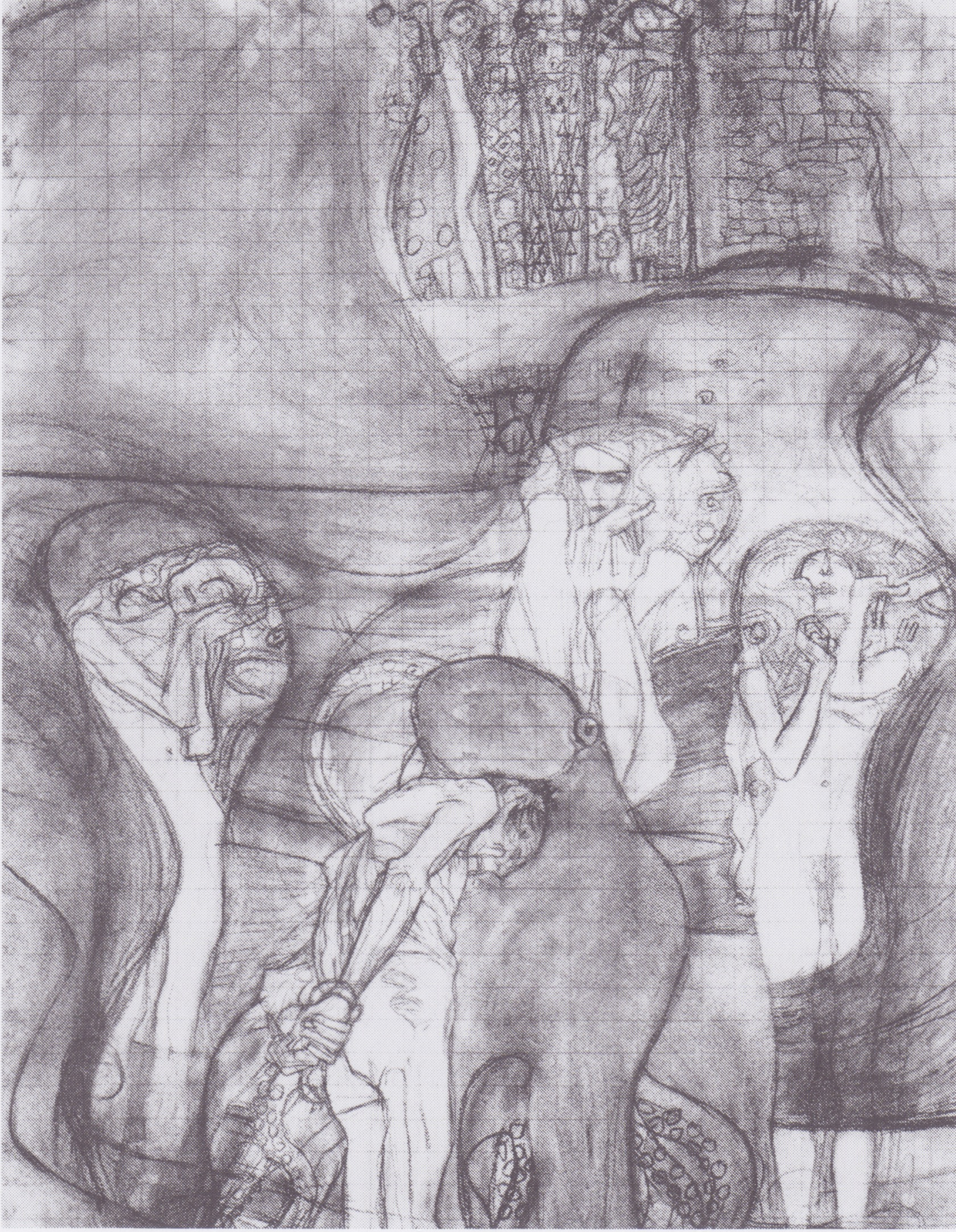
Estudi per a Jurisprudència